# Миролюбівка (Попільнянська селищна громада)
Миролю́бівка — село в Україні, у Житомирському районі Житомирської області. Входить до складу Попільнянської селищної громади. Населення становить 954 осіб.

## Географія
Селом протікає річка Унава.

### Історія
Миролюбівка — село Попільнянського району утворилося 27 березня 1962 р. внаслідок об'єднання сіл Кіловка і Лозовики. За 9 км на північний захід від районного центру і залізничної станції Попільня.
В історичних документах є згадка про те, що села Кіловка і Лозовики існували вже в 1732 р. Це були невеликі поселення. В Кіловці на той час було 25 хат і 317 жителів. Село Лозовики було розташоване на горбистій місцевості в трикутнику між двома річками. І тут нараховувалось 13 хат і 125 жителів. Поселення, як і вся земля належало польському панові Григорію Грушевському.
Ось, що сказано про села Кіловка і Лозовики в книзі Лаврентія Похилевича «Сказания о населённых местностях Киевской губернии»:
«Койловка — село по левой стороне реки Унавы, между Жидовцами и Сокольчей, в 7-ми верстах от каждого из этих сел. Жителей обеего пола: православних — 912, римских католиков 66.»
В 1732 р. в селі Кіловка була побудована прихожанами Свято-Покровська церква. Будівля була дерев'яна.
Архівні матеріали свідчать про те, що на початку XVII ст. Лозовики дуже розбудувалися. Річка Унава, верби, які з її берегів у вечірні години вудили зорі, з безліччю дичини та риби.
Посеред Унави, поміж Жидівцями та Лозовиками, підноситься гора, яку в народі називають Камінною. Там у ті часи добували камінь, який ішов на виготовлення точил і точильних брусків, з нього пізніше вимощували бруківку, споруджували будівлі та фундаменти до них.
У 1800 р. в цьому селі проживало 315 українців (135 чоловіків та 180 жінок) і 48 шляхтичів. До речі і досі одна з лозовицьких вулиць у народі називається Ляхами. На території села Лозовики тоді діяли два водяні млини і три ґуральні. А ще в селі стояла невелика, з одним куполом і трьома дзвонами церква.
Землевласниками у Лозовиках тоді були переважно поляки. Так, Петровський, який у 1800 р. купив маєток у К. Каравецького, у 1828 р. мав 35 кріпацьких дворів. Спадкоємець Цезаря Доброжінського в 1835 р. збудував у Лозовиках ще одного водяного млина.
У 1899 р. став діяти каоліновий завод, власником якого був Павло Адельгейм. У 1899 р. на каоліновому заводі випускали 117 586 пудів високоякісної сировини для виготовлення порцеляни.
На початку 1900 р. у Лозовиках було 119 дворів, де проживало 794 особи. Поміщики володіли 985 дес. землі, а селяни — 370 дес. В селі працювала школа грамоти, казенна горілчана лавка, діяли вітряний та водяний млин.
На початку XIX ст. село Кіловка, як окрема економія входило до Сокільчанського маєтку знаменитого земельного магната, цукрозаводчика М. І. Терещенка. Село вважається окремою економією пана Терещенка.
Село Лозовики на початку XIX ст. Належало поміщиці Ганні Кирилівні Добжинській. Щоб збільшити свої доходи поміщиця мала горілчаний і каоліновий заводи. Цим поміщикам належали майже всі землі у цих селах, селяни хоч і мали землю, то це були невеличкі ділянки. Таких багатих надр як у Лозовиках не було в жодному селі району. Крім унікальних запасів каоліну, знаходяться невичерпні поклади будівельного граніту, залягають великі поклади торфу.
В Кіловці було 9 вітряків, водяний млин, ручні олійниці, жорна. В 1911 р. була збудована церковнопарафіяльна школа, у трьох класах якої навчалося до 60 учнів. До 1917 р. в селах не було ні клубів, ні бібліотек. Переважна більшість населення була не писемна.
Не відразу після перевороту 1917 р. селяни із села Кіловка одержали землю, чекали вони її 8 років. Нарешті в 1925 р. одержали. Згодом почалася примусова колективізація в селі.
Заможна частина селян не мала бажання йти в колгосп. Без вагань вступила біднота. Незгодних селян виселяли в Сибір. В 1929 р. було засновано колгосп ім. Чубаря. Пізніше, в 1937 р. було перейменовано на колгосп ім. Горького. Першим головою колгоспу був Ф. Т. Микитюк. А в Лозовиках колгосп називався ім. Крупської. На той час господарства були дуже бідними. Селяни будували з матеріалу розібраних клунь конюшні, корівні, свинарні. Люди звозили свій інвентар у колгосп. Держава була бідна і тому все від населення йшло в державу. Тракторів на той час не було. Перший трактор з'явився в 1930 р. і то він був не колгоспний, а Попільнянської МТС, яка згодом прислала по 2-3 трактори в колгосп на обробіток землі.
Тяжко позначився на долі селян 1933 р. Штучний голодомор забрав життя багатьох односельців. Не поминув він жодної хати, безпощадно звалюючи з ніг чи то молодого, чи то старого. Вимирали цілі сім'ї, а сільські бригади ходили по хатах і незважаючи на попухлих з голоду людей шукали хліб, зерно, крупу і забирали все.
Репресії 1937 — 1938 р.р. відібрали з рядів селян-трударів найвідоміших людей, які могли багато сил і розуму віддати за для щасливого майбутнього не тільки села, але й країни. Репресовано із села було 43 чоловіки.

### Роки Німецько-радянської війни 1941—1945рр.
Почалася Німецько-радянська війна 1941—1945 рр.. Німці зайняли село в 1941 році. Нацисти господарювали в селі як у себе вдома, поселялися в хатах селян, забирали кури, гуси, свині.
На території села під час війни діяла підпільна група, яку організував Микола Петрович Грицюк із двома своїми товаришами, Іщенком Миколою та Грицюком Миколою. Вони стали керівниками оунівської організації в Кіловці. Але були не лише хлопці, до них приєдналася Віра Федорівна Вознюк, а за нею трохи пізніше до цієї четвірки, яка поклялася віддати своє життя у боротьбі за волю і незалежність України приєднуються ще пів десятка патріотів села — Василь Ковальчук, Іван Огнівчук, Юля Колісниченко, Оля Шотик та Іван Грінченко. Для прикриття, аби було безпечніше зустрічатися, обговорювати якісь питання члени підпілля створили драматичний гурток. У 1942 р. в селі з'явилися бандерівці, але довго вони тут не затрималися.
Під час війни із села забрали 90 молодих дівчат і хлопців і відправляли на примусові роботи до Німеччини. Німці нещадно поводилися з євреями.
25 грудня 1943 р. о 10 год. вечора у село ввійшли радянські війська.
284 жителі села брали участь у Німецько-радянській війні. З них 198 полягли смертю хоробрих у боротьбі проти німецько-нацистських загарбників, 135 відзначено урядовими нагородами.
Після закінчення війни люди знову взялися до роботи: почалася відбудова села, сіяли зерно, збирали врожай.

### Повоєнні роки
1946 — 1947 р.р., за несприятливих умов врожай був дуже поганий. В селі настав голод, але він був не такий тяжкий, як голодомор 1933 р. люди могли йти на західну Україну і купувати чи обмінювати на якийсь інший товар хліб, крупи та інші продукти харчування.
Чи не першою в районі дала струм в 1951 р. Лозовицька ТЕС, яка мала потужність 40 кв. То була справжня історична подія, коли в хатах селян спалахнули лампочки.
В Миролюбівці 1962 р. встановлено два обеліски Слави на честь померлих воїнів — односельців, та воїнів, які загинули під час визволення села від гітлерівців.
Протягом 50-х — 80-х років головами колгоспу були: Велетень, Барнатович, Венгер. Найкращого розвитку наше село досягло за часів господарювання Венгера Сергія Федоровича. За колгоспом «Зоря комунізму» було закріплено 3006,4 га с/г угідь, у тому числі 2777 га орної землі. Господарство спеціалізувалось на виробництві свинини. За цей час колгосп став головним джерелом прибутку. Колгосп завжди мав свої гроші, які використовував на господарське, житлове та культурне будівництво, на стимулювання передовиків виробництва.
У 80-х р. в селі з'являється нова двоповерхова школа — десятирічка, Будинок культури, дитячий садок, новий меморіал-пам'ятник загиблим воїнам, асфальтуються дороги, складається план газифікації села — все це гроші колгоспу, а ініціатива його голови.
За успіхи в праці 65 трудівників села нагороджено орденами і медалями СРСР, у тому числі орденом Леніна — голову правління колгоспу С. Ф. Венгера.
Неодноразово за підсумками Всесоюзного соціалістичного змагання переможцем відзначався колгосп «Зоря комунізму», про що свідчать численні почесні грамоти, листи-подяки та інше.

### Сьогодення села
У селі є Будинок культури, дитячий садок, фельдшерсько-акушерський пункт, відділення зв'язку, бібліотека з фондом 17,5 тис. книг, відбудовано стару церкву.
В 1993 р. розпайовано землі колгоспу «Зоря комунізму». Колгоспники одержали земельні паї по 4,5 га землі. Утворене колективне с/г підприємство «Зоря», яке потім реформовано в ПСП. Але до 2008 року господарство повністю збанкрутіло і ліквідовано.
У 2004 р. в село прийшли інвестори ТОВ «Агроспілка» та ТОВ «Хортиця-Агро», які взяли у людей в оренду земельні часки. Протягом вже 5 років господарства отримують позитивні результати у вирощуванні сільськогосподарської продукції.
На території сільської ради знаходиться підприємство, яке спеціалізується з випуску камене-щебневої продукції — ВАТ «Попільнянський спеціалізований кар'єр».
Колишній орган місцевого самоуправління — Миролюбівська сільська рада.

## Відомі люди
Миролюбівчани можуть пишатися такими видатними своїми людьми як: Валентин Кравчук — багаторазовий чемпіон України та Радянського Союзу, бронзовий призер XIX Олімпійських ігор у Мехіко із веслувального спорту.
- Остапенко Петро Пилипович український радянський скульптор, член Спілки художників УРСР (1976), заслужений художник УРСР (1976).
- Столяренко Василь Павлович — доктор історичних наук, професор. Спеціалізувався на історії партійних організацій[2],[3].[4][5]
- Канюка Сергій Максимович — кандидат педагогічних наук, на його честь названо одну з вулиць села.
- Остапенко Борис Васильович (* 1943) — поет, автор багатьох збірок віршів.
- Вершіленко Василь Васильович, який мав надзвичайний голос і виступав з поліським ансамблем пісні і танцю «Льонок».
- Грінченко Галина Тодосівна — кандидат наук, багато років завідувала кафедрою педагогіки і методики початкового навчання ЖДПУ.
- Розгон Анатолій Васильович — кандидат економічних наук, директор Навчально-наукового Інституту економіки та екології природокористування Державної екологічної академії, заступник Голови Офісу підтримки реформ Міністерства аграрної політики та продовольства, заступник Міністра аграної політики України, директор Всеукраїнської асоціації оптових ринків сільськогосподарської продукції, засновник Науково-досліднного Інституту промислової коноплі та льону.
- Грінченко Геннадій Михайлович — заслужений працівник сільського господарства УРСР.

Бандуристи — Михайло Науменко, Петро Тричуба, Микола Заволока, які самі робили бандури і своїм співом зачаровували світ.